# Vijeće biskupskih konferencija Europske unije
Vijeće biskupskih konferencija Europske unije (lat. Commissio Episcopatuum Communitatis Europensis, skr. COMECE) okuplja europske katoličke biskupe, s ciljem promatranja politike EU-a i njezina zakonodavstva s katoličkog stajališta. COMECE treba razlikovati od Vijeća europskih biskupskih konferencija (CCEE-a).

## Djelatnost
U Vijeću biskupskih konferencija Europske unije su predstavnici svih biskupskih konferencija Europske unije, a ima i nekoliko pridruženih članova iz zemalja kandidata za EU. Središnji ured je Bruxellesu. Vjeće je započelo s radom 3. ožujka 1980., naslijedivši prethodno tijelo: Europski katolički pastoralni informativni ured (SIPECA, 1976. – 1980.). 
Vijećem upravlja predsjednik s četvoricom potpredsjednika i generalnim tajnikom.

## Vanjske poveznice
- Službene stranice